# زو فنگ
نامِ چینیزبان‌های چینی祖峰
زو فنگ (انگلیسی: Zu Feng؛ زادهٔ ۲۳ فوریهٔ ۱۹۷۴) هنرپیشه اهل چین است.

از فیلم‌ها یا برنامه‌های تلویزیونی که وی در آن نقش داشته‌است می‌توان به تأسیس یک حزب اشاره کرد.